# Q자료
Q자료는 예수의 어록이라고 생각되는 구절들로 이루어진 가상의 기독교 문서를 말한다. Q라는 명칭은 출처 또는 원천을 말하는 독일어의 Quelle에서 유래했다. 주로 예수의 설교를 담은 어록 복음서일 것으로 본다. 공관복음서 문제에 가장 널리 알려진 해법은 Q자료가 있었다고 보는 것이다.

## 공관복음서 문제
공관복음서 중 마태오 복음서(마태 복음서)과 누가 복음서(누가 복음서)의 많은 부분은 중복되어 있다. 예를 들면 마태오 복음서 3장 7절-10절과 누가복음서 3장 7절-9절까지의 그리스어 판본은 단어 하나와 글자 하나만 다를 뿐 완전히 똑같은 단어와 문장으로 되어 있다. 이런 일치에 대한 문제를 공관복음서 문제라고 한다.
이 둘이 한 출처에서 왔다는 것이 설득력 있으며, 이러한 공통의 출처를 Q문서로 본다.

## 마르코(마가) 우선설
마태오 복음서에는 마태오가 Q문서와 더불어 공동자료로 사용했다는 마르코 복음서의 90%가 인용 또는 마태오의 신학에 맞추어 편집되어 담겨 있으며, 루가 복음서에도 마르코 복음서의 2/3가 들어있다. 또 마르코의 문체가 다른 공관복음서들보다 간단하다. 따라서 마르코 복음서가 가장 먼저 쓰였으며, 마태오와 루가 복음서가 마르코 복음서를 참조하였으리라고 본다. 마르코(마가) 우선설이라고 한다.

## 두 문서 가설
성서학자들은 마태오와 루가가 모두 50-60년사이에 형성되었을 것으로 보이는 가상의 문서를 사용했을 것으로 추정하는데, 이 가상의 문서를 Q문서라고 부른다. Q문서라는 이름은 출처 또는 원천을 뜻하는 독일어 Quelle(한국어 읽기:크벨레)에서 왔는데, 성서학자들은 이 Q문서를 마태오와 루가가 마르코복음서와 더불어 사용한 공동자료라고 본다. 이를 두 문서 가설 또는 두 자료 가설이라고 부른다. 이의 변형인 네 문서 가설은 마르코 복음서와 Q문서를 바탕으로, 루가(누가)는 L문서(또는 예수에 대한 구전자료)을 따로 참조했고, 마태오는 M문서(또는 예수에 대한 구전자료)을 따로 참조했다고 보는 것이다. 실례로 루가는 루가 복음서(누가 복음서) 서문에서 예수에 대한 자료를 자세히 살폈으며 이는 모두 사실이라고 주장했다.

## Q문서가 있었다고 생각되는 이유
- 개신교 신약성서학자 김득중은 마태오 복음서에 나오는 종말에 대한 가르침이 Q문서에서 인용한 것이라고 단언한다.[1]
- 로마 가톨릭 성서학자 정양모는 그 자신이 어록이라고 부르는 Q문서가 50년에서 60년사이에 형성되었으며, 마태오 복음서(마태복음서)와 루가 복음서(누가복음서)의 특정 장절을 Q문서에서 가져온 문서라고 분석하였다. 특히 루가복음서는 Q문서의 내용을 통째로 가져와서 편집했다고 본다.[2]
- 두 자료설을 주장하는 신약성서학자들은 마태오와 루가가 마르코복음서와 공유자료로 추정되는 Q문서를 자료로 사용하여 복음서를 썼다고 본다.[3]
- 신약성서학자 브래드 스캇은 루가 복음서에 나오는 겨자씨 비유가 Q문서에도 있다는 점을 다른 복음서들과 신약 외경인 토마 복음서와 비교하면서 주장하였다.[3]

## Q문서가 없었다고 생각되는 이유
어거스틴 파러(Austin Farrer), 마이클 고더(Michael Goulder), 그리고 마크 굳애이커(Goodacre)는 Q 문서의 존재 가능성을 부정하는 주장을 하였으며, 마르코 복음이 먼저 쓰인 것은 사실이지만 루가 복음은 마태오 복음을 참조하여 썼다고 주장했다. Q 문서의 존재 가능성을 부정하는 다른 학자들은 주로 마태오 복음이 가장 먼저 쓰였다고 보는 학자들이다. 이러한 학자들의 주장을 보면 다음과 같다.
- 마태오와 루가 복음서가 동일하게 마르코 복음서의 내용을 보정한 부분이 있다. 예를 들면 탄생과 부활에 대한 서술이 더해졌다는 것, 유사한 긴 설교들이 더해졌다는 것이 우연으로 보기엔 힘들다는 것이다.
- 구체적으로 마태오와 루가에 모두 추가적으로 등장하나 마르코에는 없는 단어 또는 구절들이 347 개 있다. 이들은 마르코와는 다르나 마태오와 루가는 일치하는 "작은 일치"라고 불린다. 그중 198 개는 단어들이며, 82 개는 두 단어, 35 개는 셋, 16 개는 넷, 그리고 나머지는 그 이상의 단어들로 이루어진 구절들이다.
- Q 문서의 존재 가능성을 옹호하는 사람들은 토마 복음서의 발견이 "예수의 어록"이라는 문서가 있었을 가능성을 높여준다고 보나, 마크 굳애이커는 Q 문서는 단순한 어록이 아닌 서술 형태의 편집된 문서를 가리킨다는 점을 지적한다.
- Q 문서는 발견된 적이 없으며, 초대 교회 저작들에도 명확하게 Q 문서를 언급한 적은 없다.
- 윌리엄 파머(William Farmer)와 같은 학자들은 마태오가 가장 먼저 기록되었고, 그 다음 루가, 그리고 마르코는 마태오와 루가를 요약한 것이라고 본다. ("그리스바흐(Griesbach) 가설") 만일 이것이 사실이라면, "두 개 출처 가설"을 따라 구상 된 Q 문서는 있을 수 없다는 결론이 나오는데, 이는 마태오가 가장 먼저 쓰였을 경우 루가는 Q 문서로부터 마태오를 통해서는 3 중의, 마르코를 통해서는 2 중의 영향을 받았다는 뜻이 되기 때문이다.
- 존 웬햄(John Wenham)과 같은 학자들은 "어거스틴 가설"을 주장하는데, 이는 마태오, 마르코, 루가의 순서로 복음서가 기록되었다는 것이다. 이는 위의 그리스바흐 가설에 가깝다.
- 에타 린네만(Eta Linnemann)은 Q 문서 뿐만 아니라 공관 복음에서 제기되는 문제들 또한 부정한다.[6]
- 니콜라스 페린(Nicholas Perrin)은 도마 복음이 타티안(Tatian)의 "Diatessaron"에 근거하고 있다고 주장하였다.[7]

## Q문서의 재구성
이러한 가상의 Q문서를, 마르코와 루카에서 다시 뽑아 재구성하려는 노력이 있어왔다.
- Kloppenborg
- Mack
- 예수 세미나

## 같이 보기
- 문서설

## 참고 문헌
- Ky-Chun So: Jesus in Q: The Sabbath and Theology of the Bible and Extracanonical Texts  Wipf &Stock: Oregon, 2017 ISBN 978-1-4982-8211-6
- John S. Kloppenborg: Q, the Earliest Gospel: An Introduction to the Original Stories and Sayings of Jesus. Westminster John Knox Press, Louisville 2008, ISBN 978-0-664-23222-1
- Klaus-Stefan Krieger: Was sagte Jesus wirklich?. Vier Türme, Münsterschwarzach 2003, ISBN 3-87868-641-2
- Thomas R. W. Longstaff, Page A. Thomas: The Synoptic Problem. A Bibliography 1716–1988. New Gospel Studies 4. Mercer, Macon 1988, ISBN 0-86554-321-6
- Frans Neirynck, J. Verheyden, R. Corstjens: The Gospel of Matthew and the Sayings Source Q. A Cumulative Bibliography 1950–1995. Bibliotheca Ephemeridum Theologicarum Lovaniensium 140. 2 volumes, University Press, Leuven 1998, ISBN 90-6186-933-1
- David M. Scholer: Q Bibliography Supplement. Society of Biblical Literature Seminar papers. Scholars Press, Atlanta 1965–2003, ISSN 0160-7588. 127.1991, pp. 1ff.; 128.1992, pp. 1ff.; 129.1993, pp. 1ff.; 130.1994, pp. 1ff.; 131.1995, pp. 1ff.; 132.1996, pp. 1ff.; 133.1997, pp. 750–56; 134.1998, pp. 1005–12; Introduction
- Marcus J. Borg, Thomas Moore (Eds.): The Lost Gospel Q: The Original Saying of Jesus. Ulysses Press 1996, ISBN 1-56975-100-5
- Maurice Casey: An Aramaic Approach to Q: Sources for the Gospels of Matthew and Luke. Cambridge University Press 2002, ISBN 0-521-81723-4
- Adolf von Harnack: Sprüche und Reden Jesu. Hinrichs, Leipzig 1907
- Harry T. Fleddermann: Q: A Reconstruction and Commentary. Peeters Press, Leuven 2005, ISBN 9042916567
- Paul Hoffmann, Christoph Heil (Eds.): Die Spruchquelle Q. Studienausgabe Griechisch und Deutsch. Wissenschaftliche Buchgesellschaft, Darmstadt 2002 (2nd edition 2007 / 3rd edition 2009 / 4th edition 2013), ISBN 978-3-534-26266-3
- Frans Neirynck (Ed.): Q-synopsis. The Double Tradition Passages in Greek. Studiorum Novi Testamenti Auxilia 13. University Press, Leuven 1988 (2nd expanded edition 1995, 2001), ISBN 90-5867-165-8
- Athanasius Polag: Fragmenta Q. Neukirchener Verlag, Neukirchen-Vluyn 1979/1982, ISBN 3-7887-0541-8
- James M. Robinson u.a. (Eds.): Documenta Q. Peeters, Leuven 1996ff. (up to now twelve volumes: Q 4,1-13 [1996], Q 6,20-21 [2001], Q 6,37-42 [2011], Q 7,1-10 [2002], Q 11,2b-4 [1996], Q 11,39-44 [2012], Q 11,46-52 [2012], Q 12,8-12 [1997], Q 12,33-34 [2007], Q 12,49-59 [1997], Q 13,34-35 [2014], Q 22,28.30 [1998]), ISBN 978-90-429-3053-7
- James M. Robinson, Paul Hoffmann, John S. Kloppenborg (Eds.): The Critical Edition of Q. Synopsis Including the Gospels of Matthew and Luke, Mark and Thomas with English, German, and French Translations of Q and Thomas. Managing Editor: Milton C. Moreland. Peeters Press, Leuven 2000, ISBN 978-90-429-0926-7 / Fortress Press, Minneapolis 2000, ISBN 978-0-8006-3149-9
- James M. Robinson, Paul Hoffmann, John S. Kloppenborg (Eds.): The Sayings Gospel Q in Greek and English with Parallels from the Gospels of Mark and Thomas. Managing Editor: Milton C. Moreland. Peeters Press, Leuven 2001, ISBN 978-90-429-1056-0 / Fortress Press, Minneapolis 2002, ISBN 978-0-8006-3494-0
- James M. Robinson (Ed.): The Sayings of Jesus: The Sayings Gospel Q in English. Fortress Press, Minneapolis 2002, ISBN 978-0-8006-3451-3